# Charles Hilary Fry
Charles Hilary Fry (* 13. Februar 1937 in Skegness, Lincolnshire), häufig C. Hilary Fry, ist ein britischer Ornithologe. Seine Forschungsschwerpunkte sind die Familien der Eisvögel (Alcedinidae), der Bienenfresser (Meropidae) und der Racken (Coraciidae) sowie die afrikanische Avifauna.

## Leben
Als Student nahm Fry im Jahr 1958 an einer dreimonatigen Expedition der University of Cambridge auf die Insel Annobón (ehemals Pagalu) im Golf von Guinea teil. 1960 erlangte er den Bachelor of Arts an der University of Cambridge und 1963 den Master of Arts. Von 1962 bis 1967 war er Dozent an der Ahmadu Bello University in Nigeria. Von 1964 bis 1985 war er Organisator der Nigerian Ornithologists’ Society (seit 1979 West African Ornithological Society) und Herausgeber des Gesellschaftsjournals Malimbus. 1966 wurde er mit der Dissertation Some Aspects of the Biology of African Bee-eaters (Meropidae) with Particular Reference to Merops bulocki (Viellot) zum Ph.D. an der Ahmadu Bello University promoviert. Von 1967 bis 1986 war er zuerst Dozent und anschließend Lehrbeauftragter an der University of Aberdeen, wo er 1985 in Anerkennung für seine Publikationen über die afrikanische Avifauna den Ehrendoktortitel (DSc) erhielt. Von 1986 bis 1995 war er Professor für Biologie an der Sultan-Qabus-Universität in Oman. Seit 1995 lebt er im Ruhestand und hat den Ehrenprofessortitel der University of Aberdeen in Zoologie. In den späten 1970er Jahren wurde Fry Gremiumsmitglied der British Ornithologists’ Union und er war korrespondierendes Mitglied der American Ornithologists’ Union. 
Fry unternahm vier Vogelberingungsexpeditionen an den Tschadsee und eine an den Turkana-See. 1969 war er für zwei Monate auf einer ornithologischen Exkursion im brasilianischen Bundesstaat Mato Grosso unterwegs und im selben Jahr unternahm er Expeditionen mit dem Luftkissenfahrzeug auf dem Niger und dem Kongo zur Zählung von Wasservögeln. 1976 war Fry an einer zweiwöchigen Studie über Eleonorenfalken auf der kretischen Insel Dragonada beteiligt. Weitere Expeditionen führten Fry zum Okavango, auf die Sinai-Halbinsel (1984) und nach Borneo. 
Für seine Studien über die Bienenfresser und Eisvögel betrieb Fry Feldarbeit in 16 Ländern auf fünf Kontinenten. Er ist mit der Zoologin Kathleen Fry verheiratet, die ihn bei seinen Projekten tatkräftig unterstützt. 
1984 veröffentlichte Fry das Buch The Bee-eaters. 1992 kam in Zusammenarbeit mit seiner Frau und dem Illustrator Alan Harris sein bekanntestes Werk Kingfishers, Bee-eaters and Rollers heraus, das von der Zeitschrift British Birds zum Vogelbuch des Jahres gewählt wurde.
Von 1986 bis 2004 war Fry neben Emil K. Urban und Stuart Keith Mitherausgeber der Bände 2 bis 7 der Buchreihe The Birds of Africa. Im Jahr 2001 verfasste er die Kapitel über die Bienenfresser und die Racken im sechsten Band des Handbook of the Birds of the World.
1985 beschrieb Fry die rätselhafte Rotmeerschwalbe (Petrochelidon perdita), von der bis heute nur ein Exemplar bekannt geworden ist.